# Leichtathletik-Europameisterschaften 2014/100 m der Männer

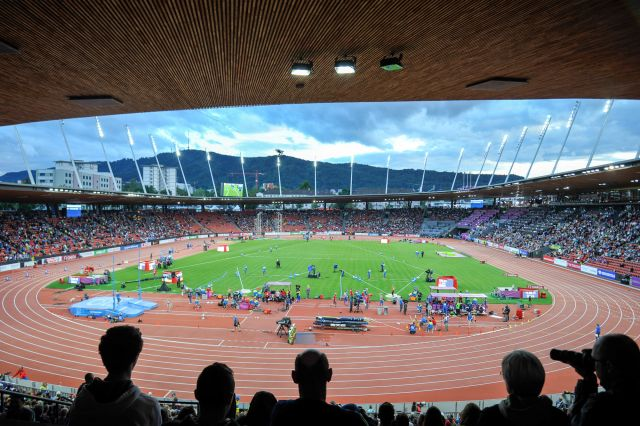
Das Letzigrund-Stadion während der Europameisterschaften 2014

Der 100-Meter-Lauf der Männer bei den Leichtathletik-Europameisterschaften 2014 wurde am 12. und 13. August 2014 im Stadion Letzigrund von Zürich ausgetragen.
In diesem Wettbewerb verzeichneten die britischen Sprinter mit Gold und Bronze zwei Medaillen. Europameister wurde James Dasaolu. Er siegte vor dem zweifachen Europameister (2010/2012) Christophe Lemaitre aus Frankreich, der zwei Tage später auch über 200 Meter Vizeeuropameister wurde. Bronze ging an Harry Aikines-Aryeetey.

## Rekorde

### Bestehende Rekorde
| Weltrekord           | 9,58 s | Usain Bolt       | WM Berlin, Deutschland | 16. August 2009 |
| Europarekord         | 9,86 s | Francis Obikwelu | Athen, Griechenland    | 22. August 2004 |
| Meisterschaftsrekord | 9,99 s | Francis Obikwelu | EM Göteborg, Schweden  | 8. August 2006  |

Der bestehende EM-Rekord wurde bei diesen Europameisterschaften nicht erreicht. In keinem der neun Rennen wurde die Marke von zehn Sekunden unterboten. Die schnellste Zeit erzielte der spätere Europameister James Dasaolu aus Großbritannien im zweiten Halbfinale mit 10,04 s bei einem Rückenwind von 0,6 m/s, womit er fünf Hundertstelsekunden über dem Rekord blieb. Zum Europarekord fehlten ihm achtzehn, zum Weltrekord 46 Hundertstelsekunden.

### Rekordverbesserung
Es wurde ein neuer Landesrekord aufgestellt:

10,49 s – Kevin Moore (Malta), fünfter Vorlauf am 12. August bei Windstille

## Legende
Kurze Übersicht zur Bedeutung der Symbolik – so üblicherweise auch in sonstigen Veröffentlichungen verwendet:
| NR  | Nationaler Rekord              |
| DSQ | disqualifiziert                |
| DNS | nicht am Start (did not start) |
| IWR | Internationale Wettkampfregeln |
| TR  | Technische Regeln              |

## Vorrunde
Die Vorrunde wurde in fünf Läufen durchgeführt. Die ersten vier Athleten pro Lauf – hellblau unterlegt – sowie die darüber hinaus vier zeitschnellsten Läufer – hellgrün unterlegt – qualifizierten sich für das Halbfinale.

### Vorlauf 1
12. August 2014, 18:28 Uhr
Wind: +0,4 m/s
| Platz | Name                  | Nation       | Zeit (s) |
| ----- | --------------------- | ------------ | -------- |
| 1     | Christophe Lemaitre   | Frankreich   | 10,16    |
| 2     | Michail Idrisow       | Russland     | 10,32    |
| 3     | Julian Reus           | Deutschland  | 10,32    |
| 4     | Eetu Rantala          | Finnland     | 10,36    |
| 5     | Witalij Korsch        | Ukraine      | 10,38    |
| 6     | Rytis Sakalauskas     | Litauen      | 10,40    |
| 7     | Efthímios Steryioúlis | Griechenland | 10,46    |

### Vorlauf 2

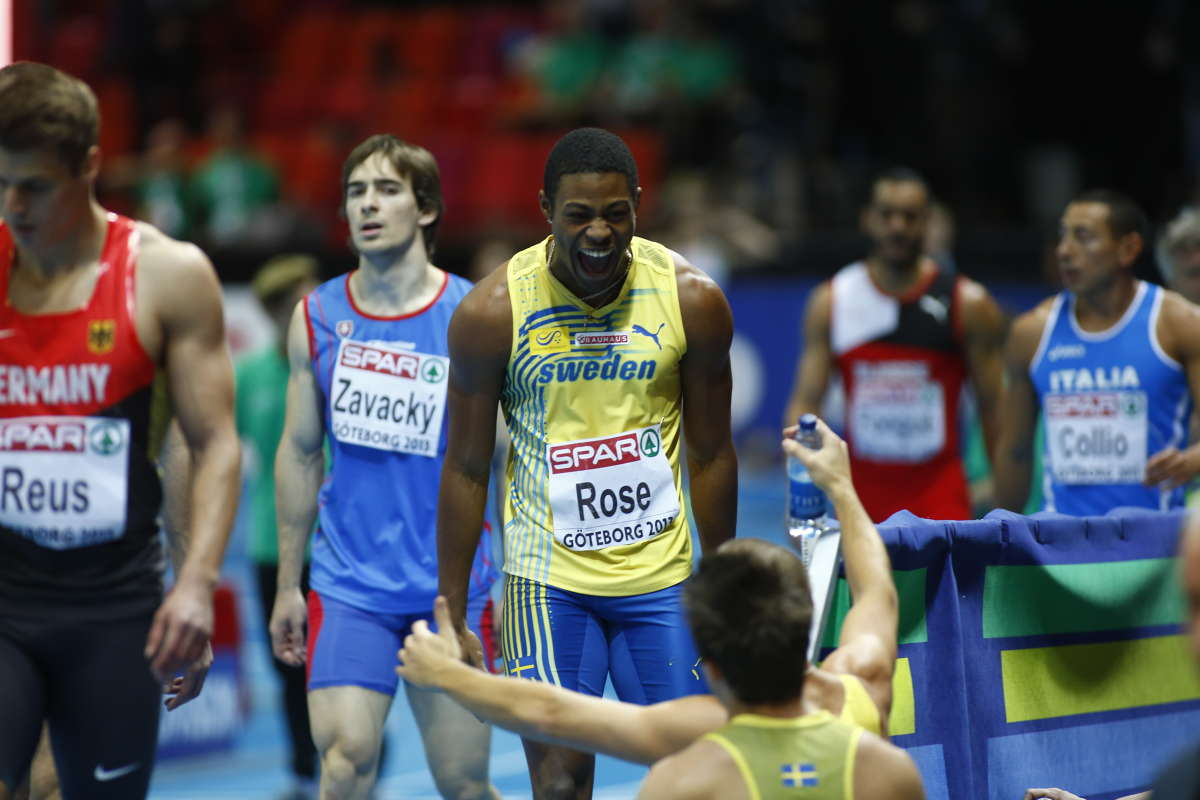
Odain Rose (Mitte, in Gelb) schied als Fünfter seines Vorlaufs aus
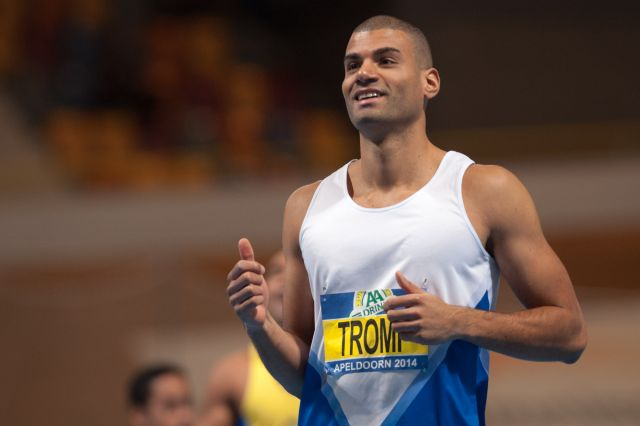
Jorén Tromp blieb mit einer Zeit über elf Sekunden chancenlos

12. August 2014, 18:35 Uhr
Wind: −0,4 m/s
| Platz | Name             | Nation         | Zeit (s) |
| ----- | ---------------- | -------------- | -------- |
| 1     | Dwain Chambers   | Großbritannien | 10,18    |
| 2     | Lucas Jakubczyk  | Deutschland    | 10,23    |
| 3     | Cătălin Cîmpeanu | Rumänien       | 10,34    |
| 4     | Fabio Cerutti    | Italien        | 10,40    |
| 5     | Ronalds Arājs    | Lettland       | 10,41    |
| 6     | Odain Rose       | Schweden       | 10,53    |
| 7     | Jorén Tromp      | Niederlande    | 11,28    |
| 8     | Thomas Bollati   | Monaco         | 11,94    |

### Vorlauf 3

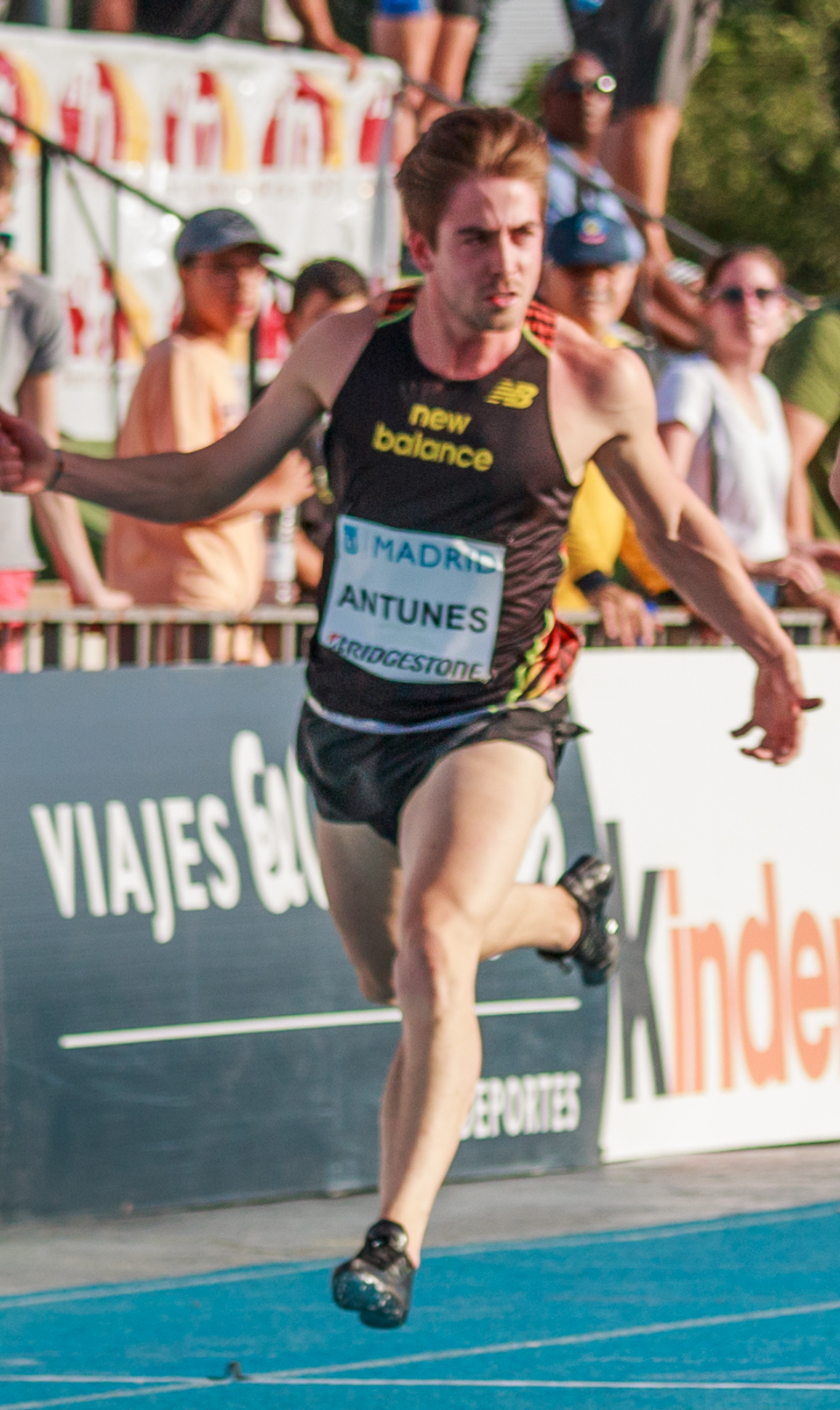
Diogo Antunes – als Siebter nicht im Halbfinale

12. August 2014, 18:42 Uhr
Wind: −0,1 m/s
| Platz | Name               | Nation         | Zeit (s) |
| ----- | ------------------ | -------------- | -------- |
| 1     | James Dasaolu      | Großbritannien | 10,22    |
| 2     | Churandy Martina   | Niederlande    | 10,31    |
| 3     | Sven Knipphals     | Deutschland    | 10,37    |
| 4     | Denis Dimitrow     | Bulgarien      | 10,41    |
| 5     | Tom Kling-Baptiste | Schweden       | 10,50    |
| 6     | Eduard Viles       | Spanien        | 10,57    |
| 7     | Diogo Antunes      | Portugal       | 10,61    |

### Vorlauf 4

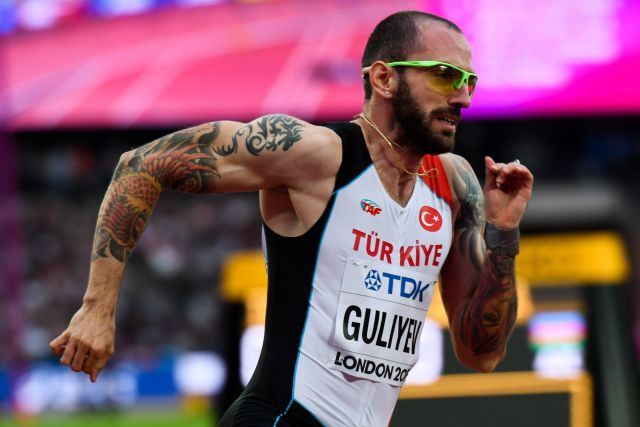
Ramil Guliyev – nach Fehlstart disqualifiziert

12. August 2014, 18:49 Uhr
Wind: −0,1 m/s
| Platz | Name                  | Nation      | Zeit (s)                    |
| ----- | --------------------- | ----------- | --------------------------- |
| 1     | Jimmy Vicaut          | Frankreich  | 0010,06                     |
| 2     | Pascal Mancini        | Schweiz     | 0010,43                     |
| 3     | Giovanni Codrington   | Niederlande | 0010,43                     |
| 4     | Ángel David Rodríguez | Spanien     | 0010,44                     |
| 5     | Robert Kubaczyk       | Polen       | 0010,45                     |
| 6     | Patrik Andersson      | Schweden    | 0010,61                     |
| DSQ   | Ramil Guliyev         | Türkei      | IWR 162, TR16.6 – Fehlstart |

### Vorlauf 5

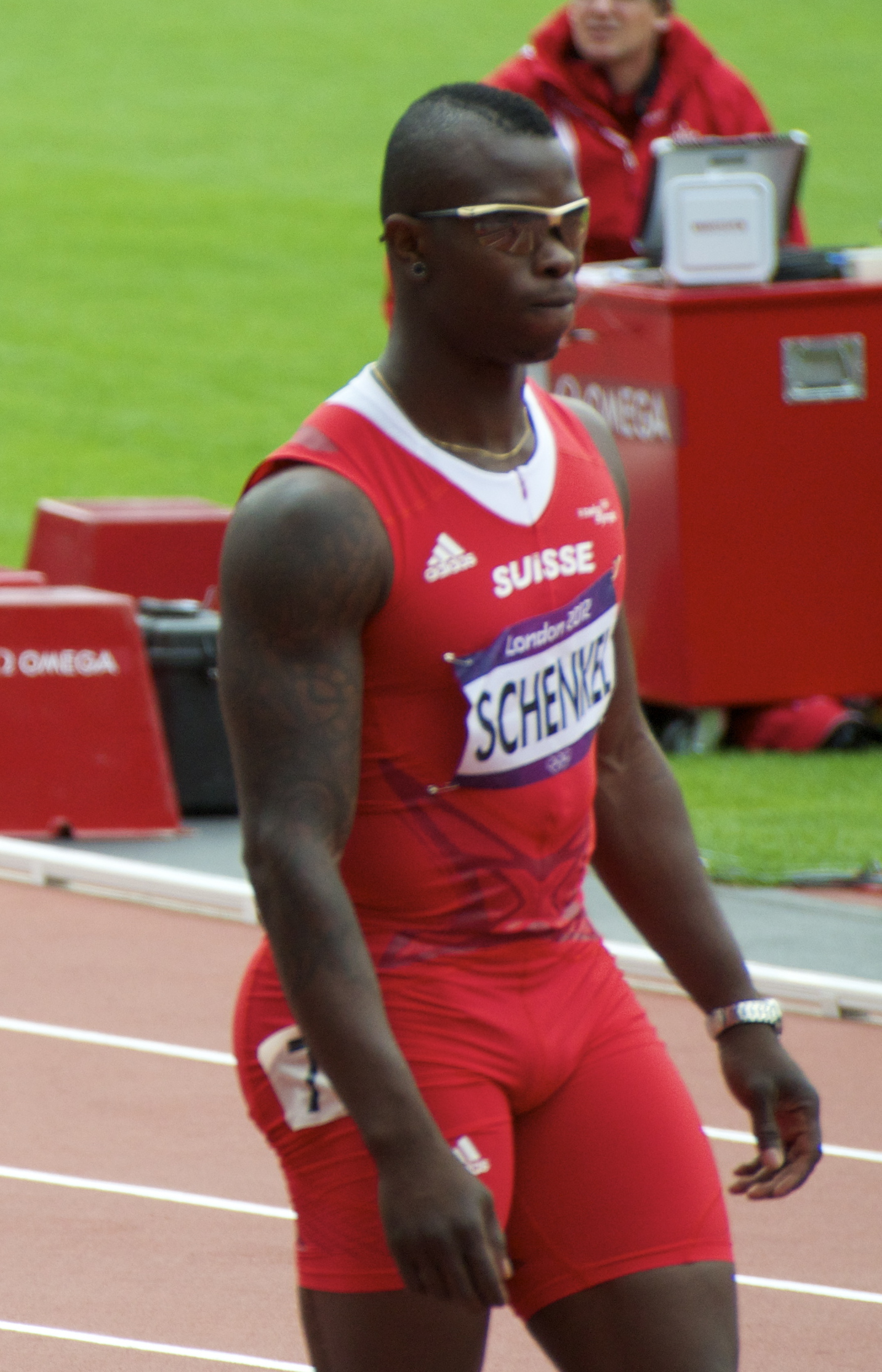
Reto Schenkel – als Sechster nicht in der nächsten Runde

12. August 2014, 18:56 Uhr
Wind: ±0,0 m/s
| Platz | Name                   | Nation         | Zeit (s) |
| ----- | ---------------------- | -------------- | -------- |
| 1     | Harry Aikines-Aryeetey | Großbritannien | 10,19    |
| 2     | Yazaldes Nascimento    | Portugal       | 10,27    |
| 3     | Jaysuma Saidy Ndure    | Norwegen       | 10,30    |
| 4     | Delmas Obou            | Italien        | 10,32    |
| 5     | Jan Veleba             | Tschechien     | 10,41    |
| 6     | Amaru Reto Schenkel    | Schweiz        | 10,44    |
| 7     | Kevin Moore            | Malta          | 10,49 NR |
| 8     | Petar Kremenski        | Bulgarien      | 10,87    |

## Halbfinale
Aus den drei Halbfinalläufen qualifizierten sich die jeweils ersten beiden Athleten – hellblau unterlegt – sowie die darüber hinaus zwei zeitschnellsten Läufer – hellgrün unterlegt – für das Finale.

### Lauf 1

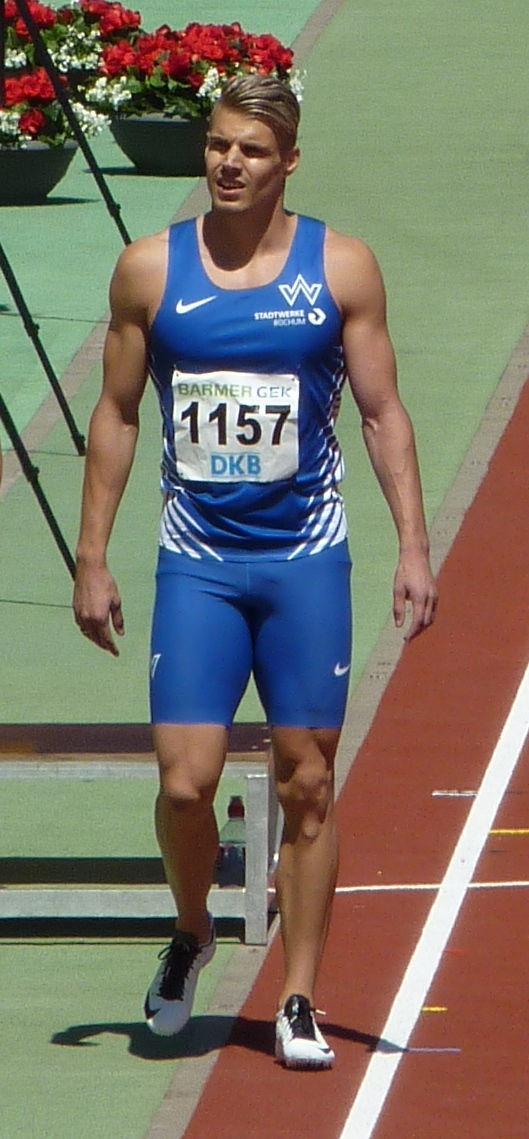
Julian Reus – Finaleinzug um fünf Hundertstelsekunden verpasst
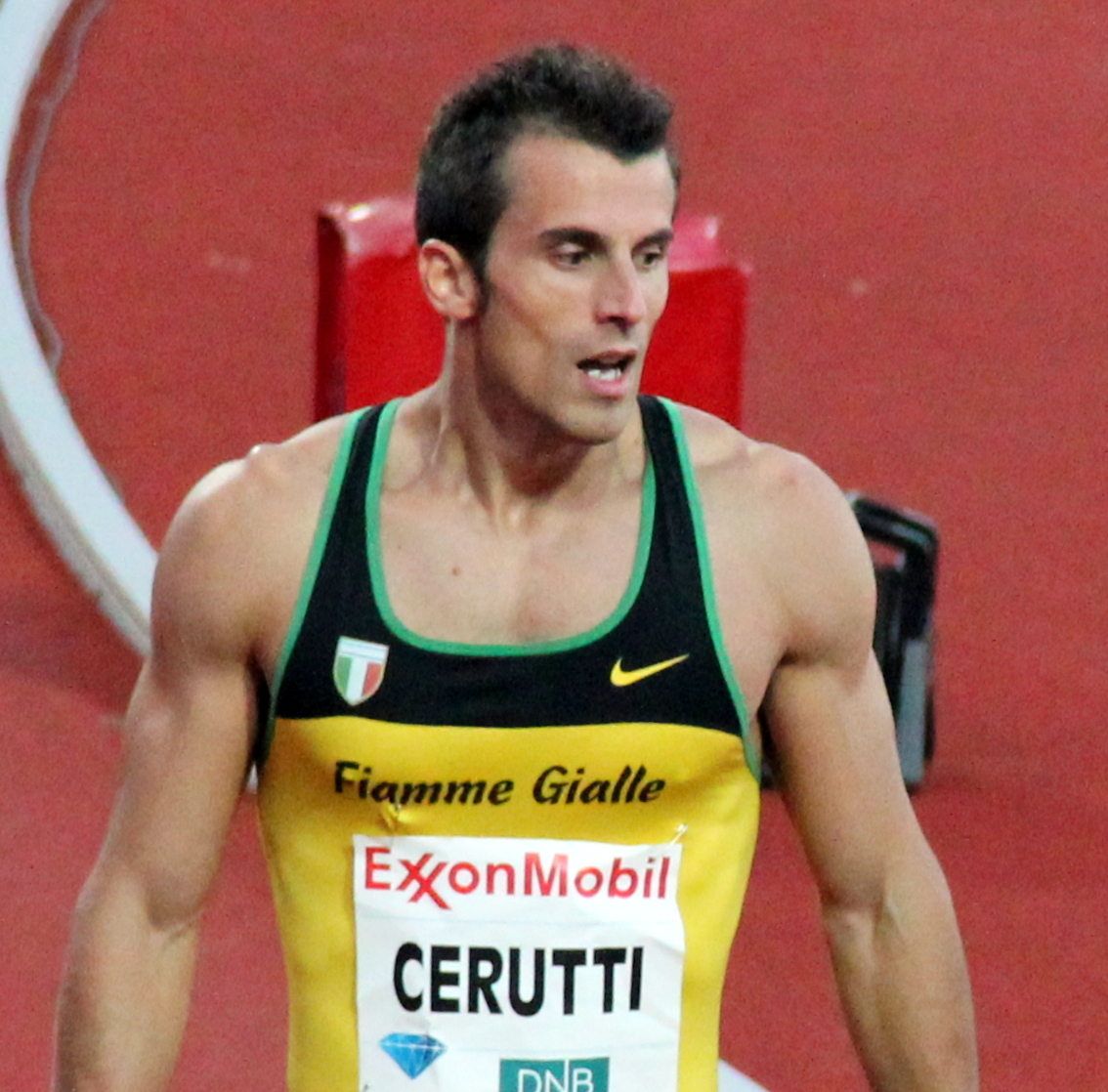
Fabio Cerutti – als Fünfter ausgeschieden
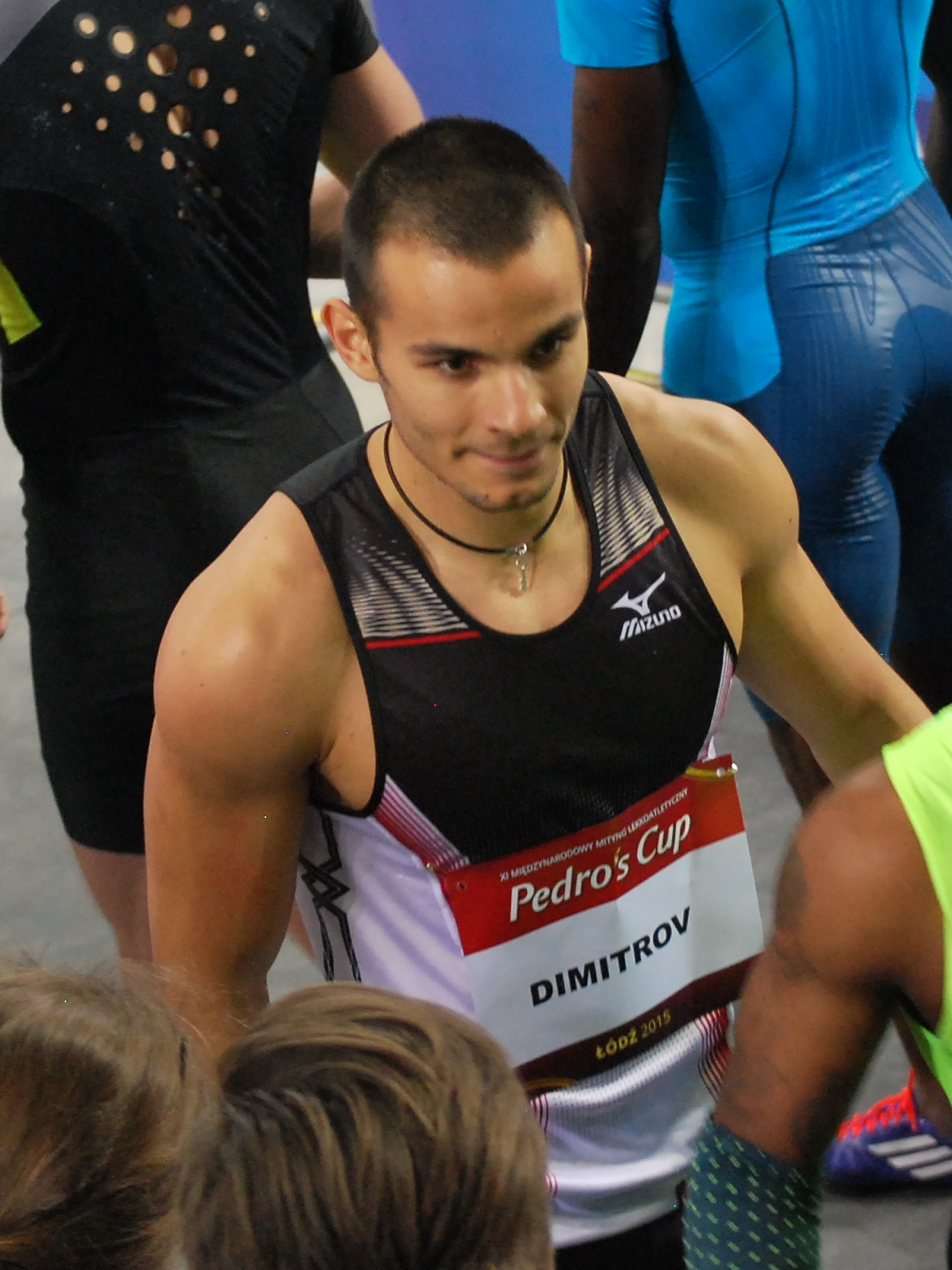
Rang sieben für Denis Dimitrow
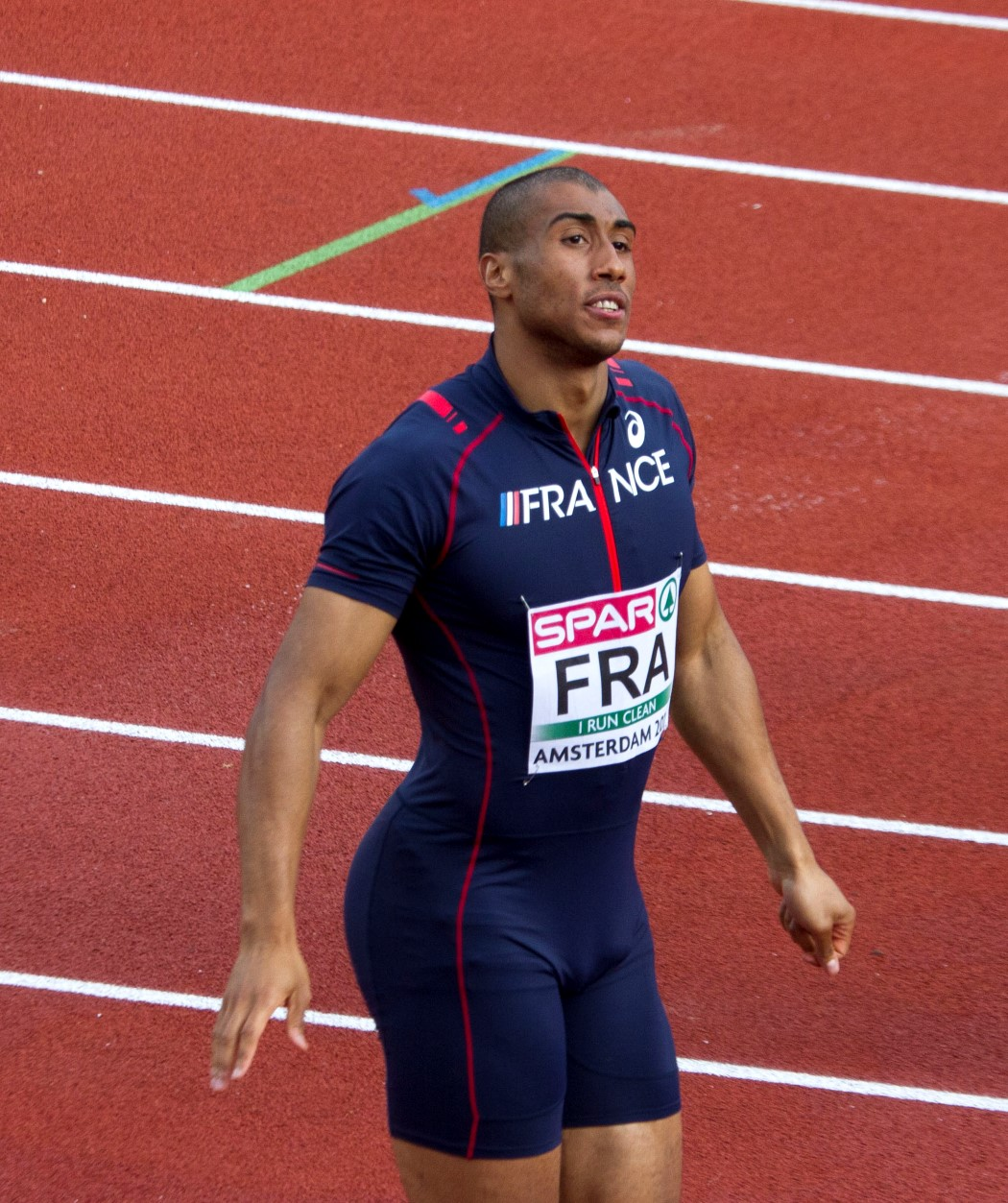
Jimmy Vicaut trat – zum Halbfinale nicht angetreten

13. August 2014, 19:46 Uhr
Wind: −0,8 m/s
| Platz | Name                   | Nation         | Zeit (s) |
| ----- | ---------------------- | -------------- | -------- |
| 1     | Harry Aikines-Aryeetey | Großbritannien | 10,21    |
| 2     | Cătălin Cîmpeanu       | Rumänien       | 10,29    |
| 3     | Yazaldes Nascimento    | Portugal       | 10,30    |
| 4     | Julian Reus            | Deutschland    | 10,35    |
| 5     | Fabio Cerutti          | Italien        | 10,36    |
| 6     | Jan Veleba             | Tschechien     | 10,38    |
| 7     | Denis Dimitrow         | Bulgarien      | 10,98    |
| DNS   | Jimmy Vicaut           | Frankreich     |          |

### Lauf 2

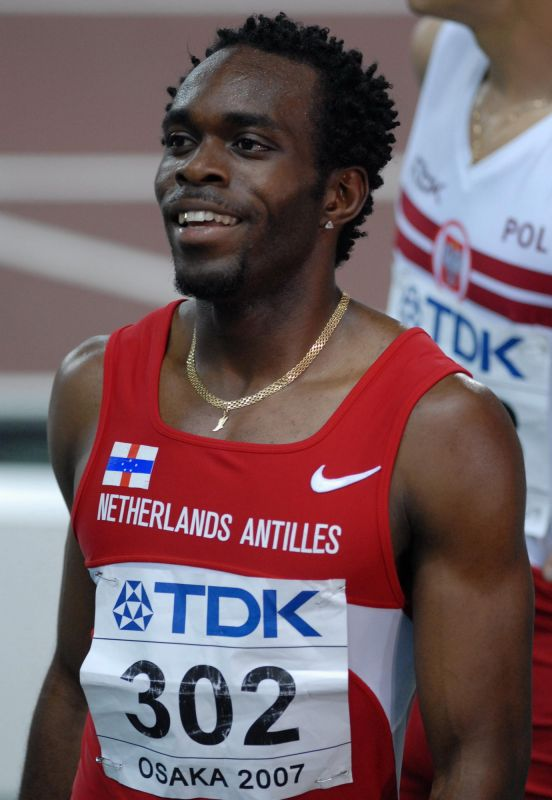
Churandy Martina – als Vierter ausgeschieden
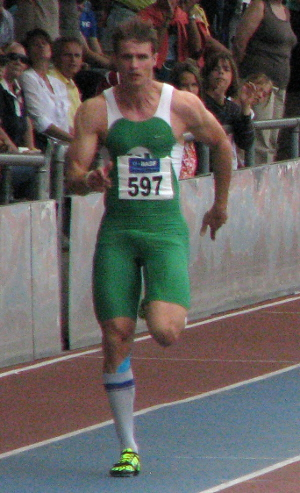
Sven Knipphals – ausgeschieden als Fünfter
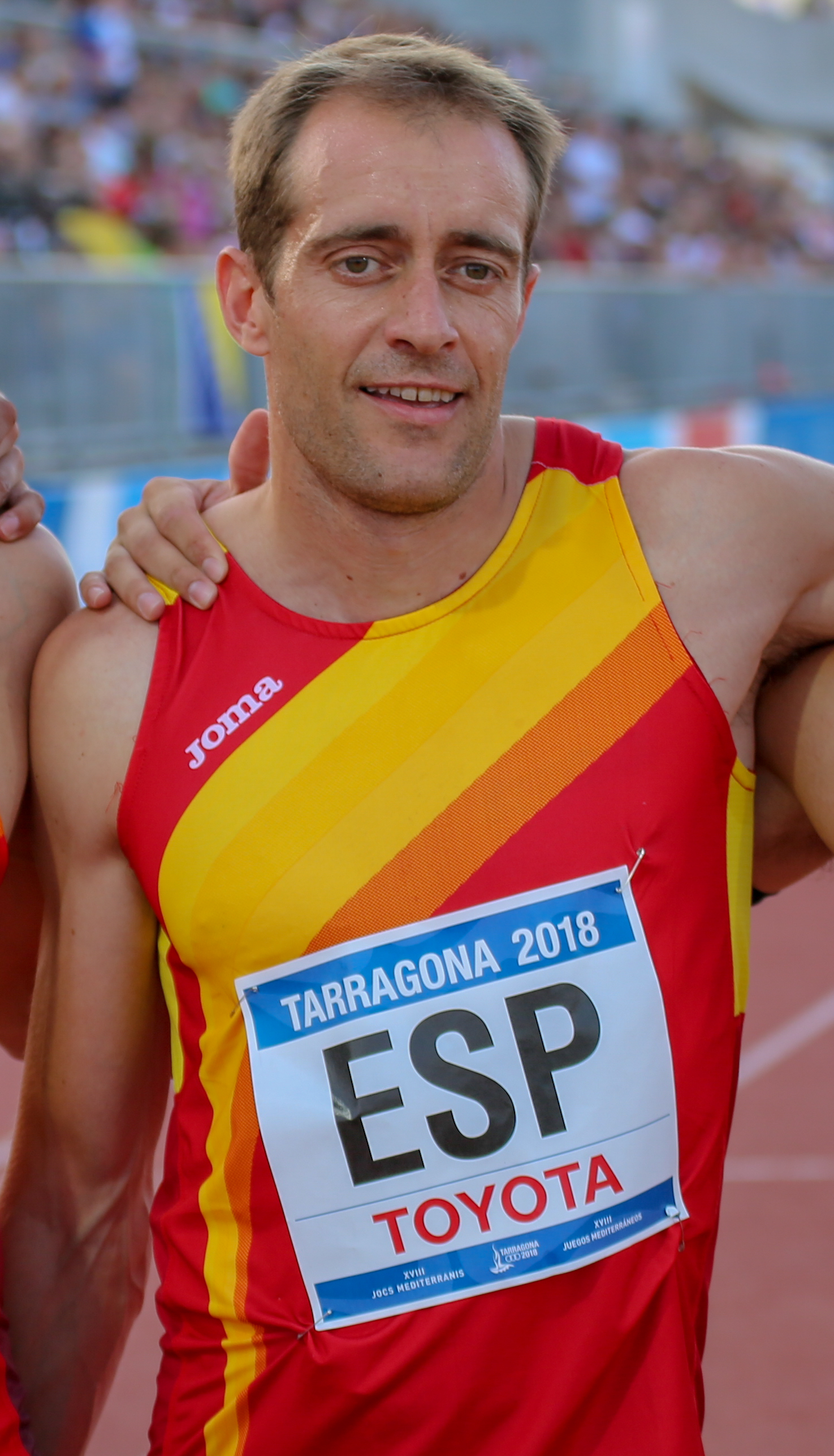
Ángel David – Rang acht und nicht im Finale

13. August 2014, 19:54 Uhr
Wind: +0,6 m/s
| Platz | Name                  | Nation         | Zeit (s) |
| ----- | --------------------- | -------------- | -------- |
| 1     | James Dasaolu         | Großbritannien | 10,04    |
| 2     | Christophe Lemaitre   | Frankreich     | 10,10    |
| 3     | Jaysuma Saidy Ndure   | Norwegen       | 10,23    |
| 4     | Churandy Martina      | Niederlande    | 10,34    |
| 5     | Sven Knipphals        | Deutschland    | 10,37    |
| 6     | Ronalds Arājs         | Lettland       | 10,52    |
| 7     | Eetu Rantala          | Finnland       | 10,54    |
| 8     | Ángel David Rodríguez | Spanien        | 10,76    |

### Lauf 3

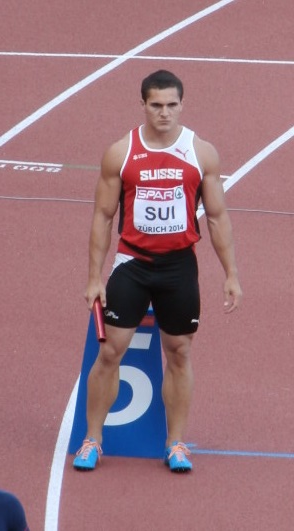
Pascal Mancini – trotz Platz drei nicht im Endlauf
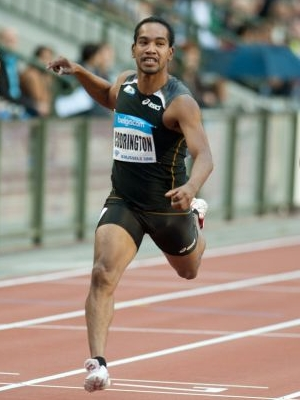
Giovanni Codrington – Rang fünf und damit ausgeschieden
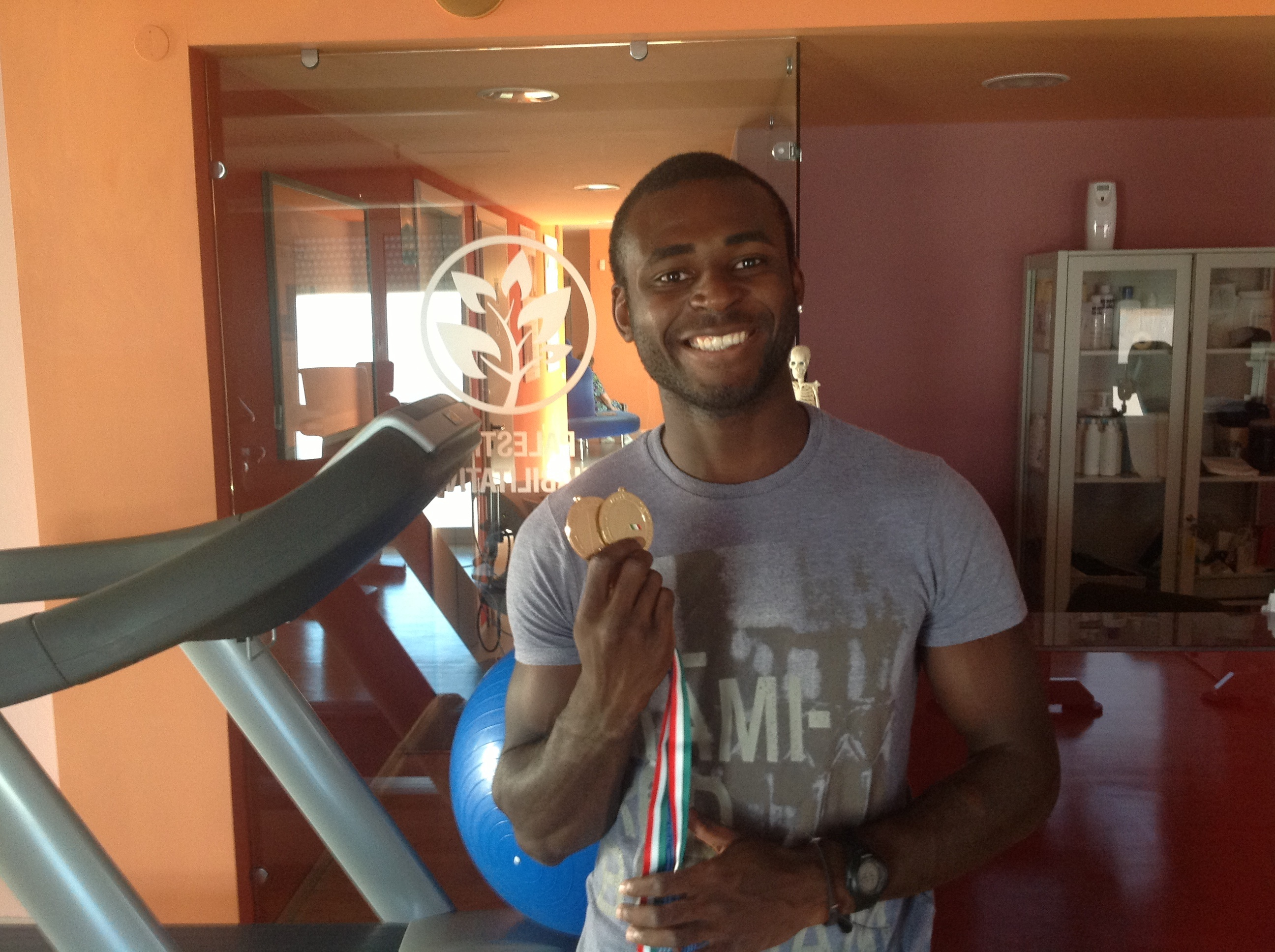
Delmas Obou – Platz sechs und nicht im Finale
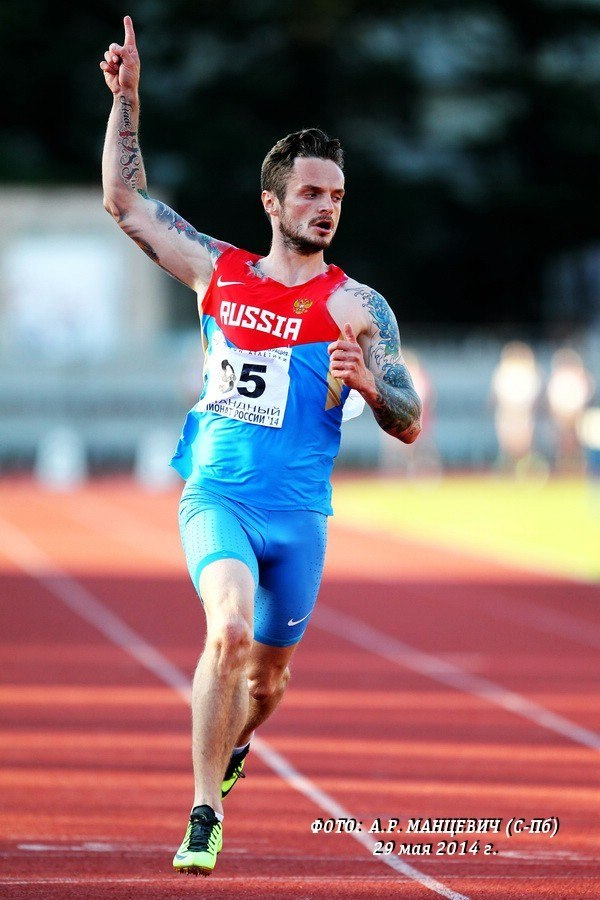
Michail Idrisow – als Siebter nicht für das Finale qualifiziert

13. August 2014, 20:02 Uhr
Wind: −1,1 m/s
| Platz | Name                | Nation         | Zeit (s) |
| ----- | ------------------- | -------------- | -------- |
| 1     | Lucas Jakubczyk     | Deutschland    | 10,23    |
| 2     | Dwain Chambers      | Großbritannien | 10,25    |
| 3     | Pascal Mancini      | Schweiz        | 10,38    |
| 4     | Witalij Korsch      | Ukraine        | 10,39    |
| 5     | Giovanni Codrington | Niederlande    | 10,39    |
| 6     | Delmas Obou         | Italien        | 10,41    |
| 7     | Michail Idrisow     | Russland       | 10,41    |
| 8     | Rytis Sakalauskas   | Litauen        | 10,44    |

## Finale

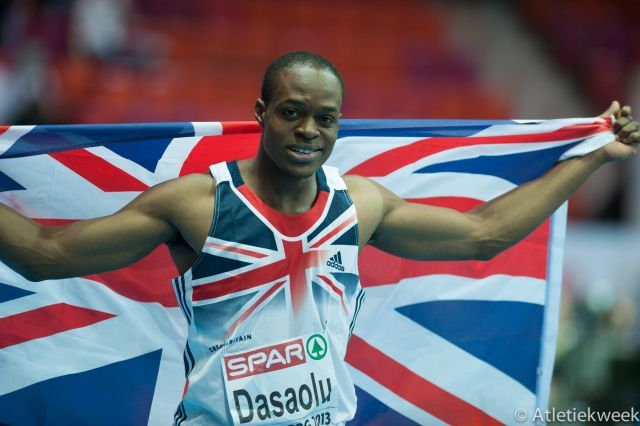
Europameister James Dasaolu
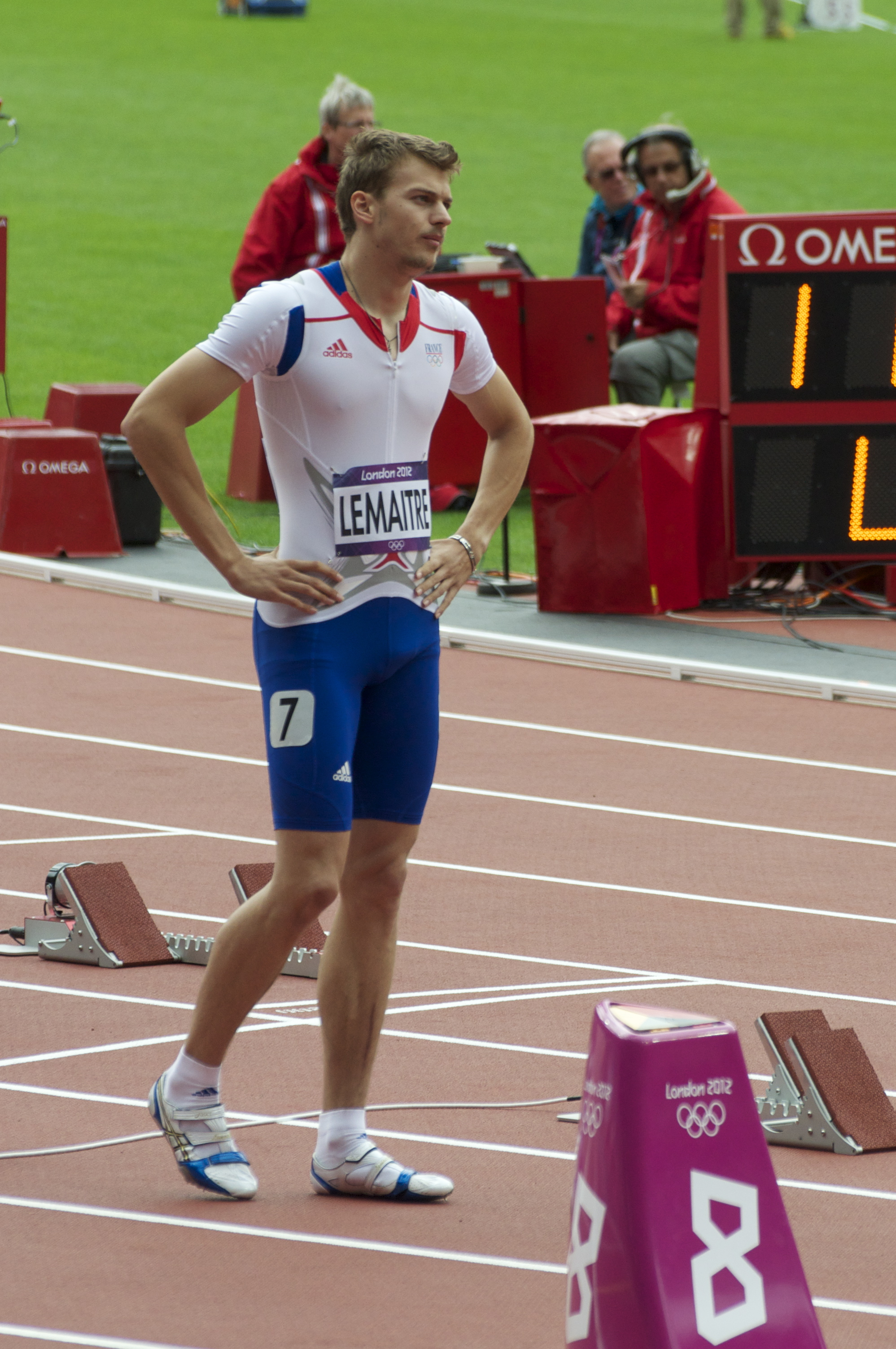
Für den zweifachen Europameister der letzten Jahre Christophe Lemaitre gab es diesmal Silber
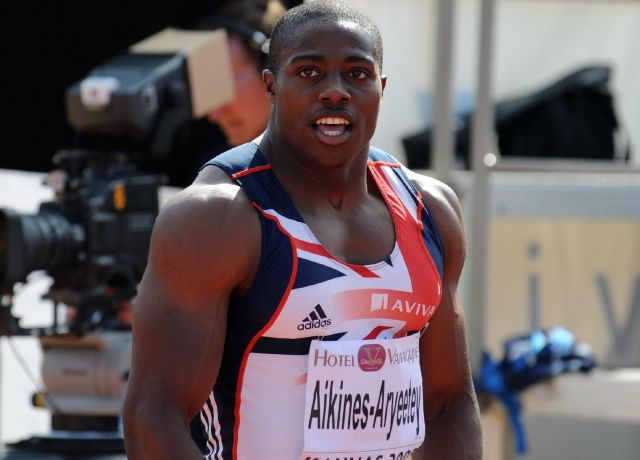
Bronzemedaillengewinner Harry Aikines-Aryeetey

14. August 2014, 21:50 Uhr
Wind: −0,4 m/s
| Platz | Name                   | Nation         | Zeit (s) |
| ----- | ---------------------- | -------------- | -------- |
| 1     | James Dasaolu          | Großbritannien | 10,06    |
| 2     | Christophe Lemaitre    | Frankreich     | 10,13    |
| 3     | Harry Aikines-Aryeetey | Großbritannien | 10,22    |
| 4     | Dwain Chambers         | Großbritannien | 10,24    |
| 5     | Lucas Jakubczyk        | Deutschland    | 10,25    |
| 6     | Jaysuma Saidy Ndure    | Norwegen       | 10,35    |
| 7     | Cătălin Cîmpeanu       | Rumänien       | 10,44    |
| 8     | Yazaldes Nascimento    | Portugal       | 10,46    |

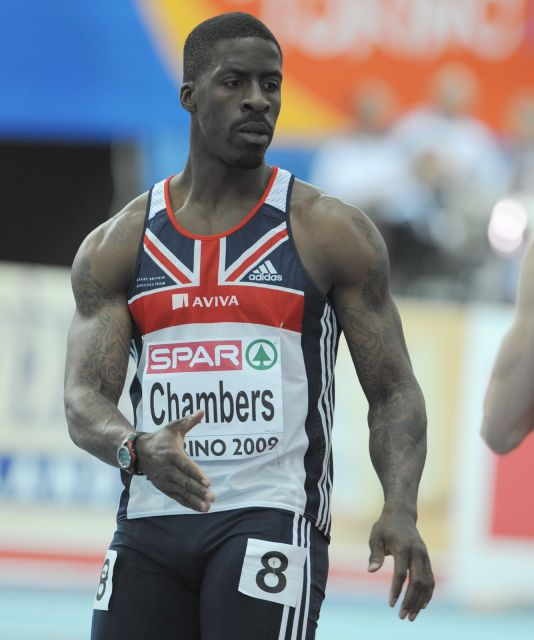
Dwain Chambers, vor einigen Jahren schon einmal mit einer dopingbedingten Sperre belegt[4], fehlten zwei Hundertstelsekunden zu Bronze
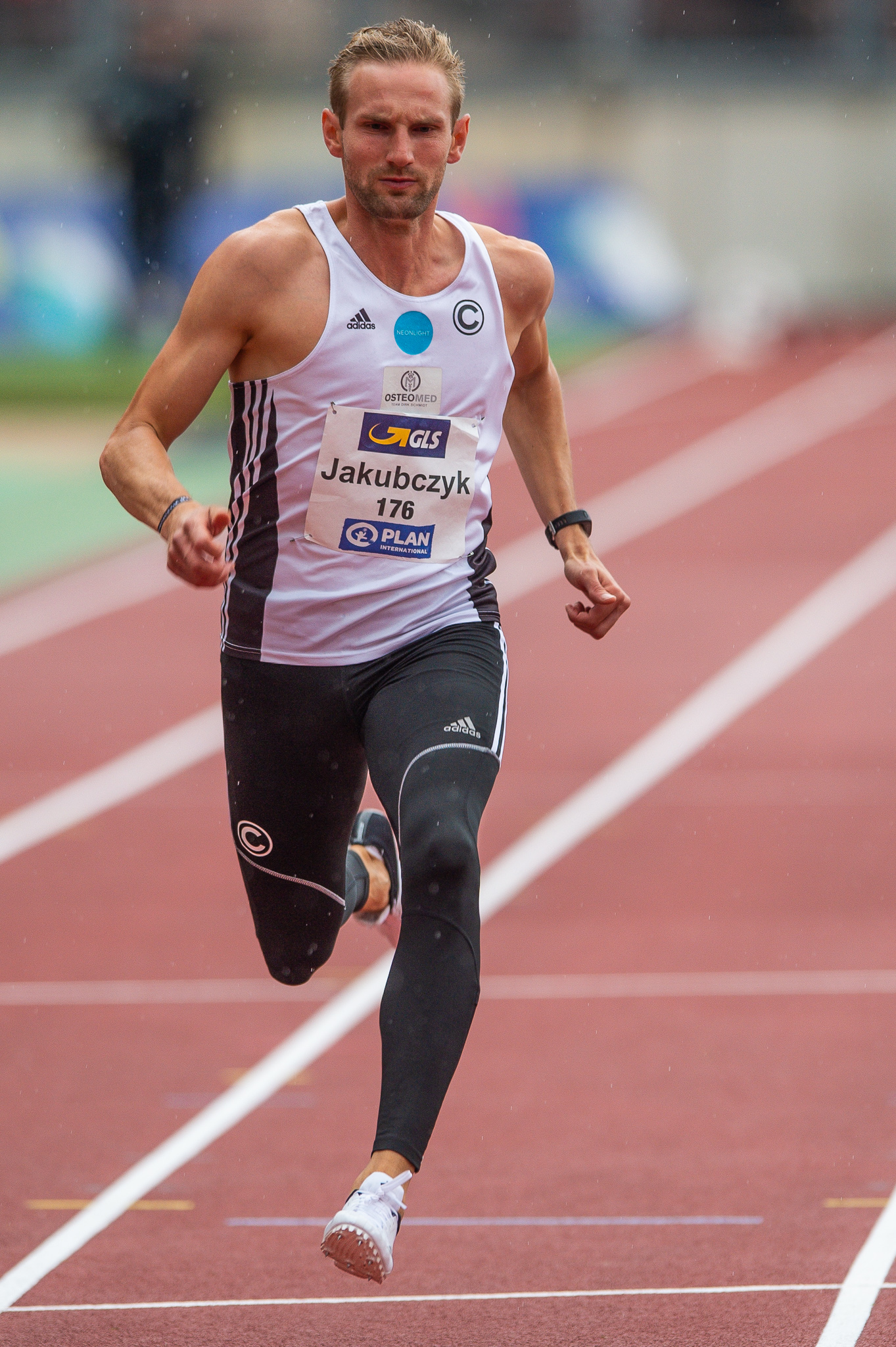
In diesem engen Rennen wurde Lucas Jakubczyk Fünfter
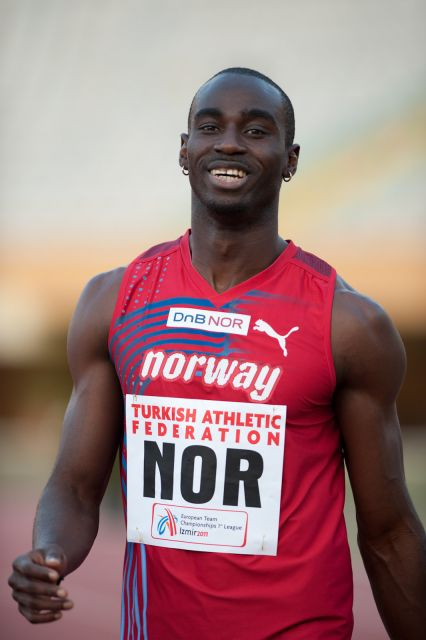
Jaysuma Saidy Ndure kam auf den sechsten Platz
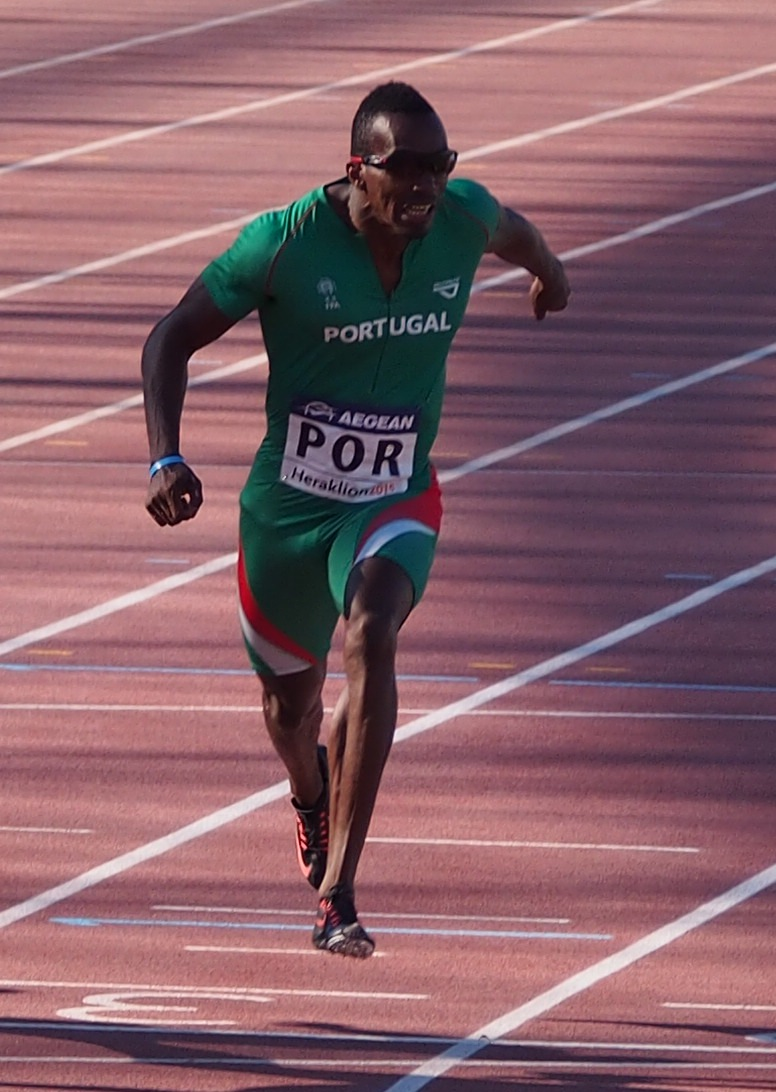
Yazaldes Nascimento belegte Rang acht

## Videolink
- Men's 100m final Zürich 2014 (European Athletics Championships), youtube.com, abgerufen am 7. März 2023